# Gabriel Ellison
Gabriel Ellison (nacida Gabriel Ryan, Lusaka, 1930-Johannesburgo, 18 de julio de 2017) fue una pintora, escritora, escultora, ilustradora y diseñadora de sellos zambiana conocida por diseñar la Bandera de Zambia.

## Biografía

Bandera de Zambia.

Escudo de Zambia.

Nació en Rodesia del Sur, donde sus padres se habían trasladado para unirse a la administración colonial y estudió también en Rodesia del Norte además de cursos privados en Gran Bretaña. Se casó con el policía colonial Tony Ellison, quien la ayudó mucho en su carrera artística.
Dirigió la sección de arte del ministerio de información de 1960 a 1972, diseñando sellos, insignias bancarias y ferroviarias, emblemas, monedas o el escudo de Zambia. Sus pinturas murales adornan varios edificios de Lusaka como el Aeropuerto Internacional de Lusaka.
En sus publicaciones, sobre todo para literatura infantil-juvenil, habla muchas veces del problema del SIDA.
Era miembro de la Royal Society of Arts y fue galardonada con varias distinciones como la Orden del Imperio Británico.

## Escritos

### Novelas
- Chisi : a woman of courage, 1998
- Some rain must fall, 2007
- An admirable woman, 2010
- Gandoura : a story of the White Fathers and the Lenshina Rebellion of Zambia, 2011
- Whispered torment, 2012
- A chequerboard of nights and days, 2013
- Changing fortunes, 2015

### Literatura juvenil
- Suzi learns about AIDS, 2002
- Luo learns a hard lesson, 2005
- The night ape, 2005
- The sugar daddy , 2006
- Cross country , 2008

### Obras históricas y culturales
- They came to build : early Lusaka & fifty years of Anderson + Anderson, 1906-1998, 1998
- (con Kim Fraser) Harmony of hooves : a celebration of racing and polo in Northern Rhodesia and Zambia from 1904-1996, histoire, 1999
- Art in Zambia, 2004